# A Enorme Família
A Enorme Família é o septuagésimo terceiro episódio da série A Grande Família e o trigésimo sétimo da segunda temporada.

## Sinopse
Chega o Natal e Lineu, para economizar nas despesas, resolve fazer um amigo oculto, que inclui apenas os familiares mais próximos. Porém, nem tudo corre como planeado, e ele inventa uma viagem para conseguir se livrar de Beiçola e Mendonça, mas Nenê fica com pena, e inclui os dois na comemoração familiar. Como se não bastasse, Oduvaldo, pai de Agostinho que o abandonou quando este era criança, e Marina, filha de Seu Flor e ex-namorada de Tuco, se juntam à festa.

## Audiência
O episódio atingiu 34 pontos de média, mesma audiência marcada pela então novela das oito, Esperança, naquele dia.